# Nikołaj Głuszkow
Nikołaj Timofiejewicz Głuszkow (ros. Николай Тимофеевич Глушков, ur. 20 grudnia 1918, zm. 1 listopada 1999 w Moskwie) – radziecki polityk.

## Życiorys
W 1932 został księgowym, 1933-1936 uczył się w sarapulskim technikum finansowo-ekonomicznym, później ponownie pracował jako księgowy, a od kwietnia 1940 starszy rewizor kombinatu "Siewieronikiel" w Monczegorsku w obwodzie murmańskim, od 1941 był zastępcą głównego księgowego Kombinatu Górniczo-Metalurgicznego w Norylsku. Od maja 1944 główny księgowy, od sierpnia 1946 szef wydziału finansowego Kombinatu Górniczo-Metalurgicznego w Norylsku, 1949-1952 szef wydziału finansowego Głównego Zarządu "Jenisejstroj", od 1945 członek WKP(b). Od listopada 1952 do 1957 dyrektor Górniczo-Przemysłowego Zarządu Ministerstwa Metalurgii Kolorowej ZSRR, 1957-1960 szef wydziału i szef zarządu finansowo-ekonomicznego w Krasnojarskim Sownarchozie, 1960-1963 zastępca, 1963-1965 I zastępca przewodniczącego Sownarchozu. Od 1966 do 1973 szef Głównego Zarządu Planowo-Ekonomicznego Ministerstwa Metalurgii Kolorowej ZSRR, 1973-1975 zastępca ministra metalurgii kolorowej ZSRR, od sierpnia 1975 do sierpnia 1986 przewodniczący Państwowego Komitetu ZSRR ds. Cen, następnie na emeryturze. 1976-1986 członek Centralnej Komisji Rewizyjnej KPZR, 1986-1989 zastępca członka KC KPZR. Deputowany do Rady Najwyższej ZSRR 10 i 11 kadencji. Pochowany na Cmentarzu Kuncewskim.

## Odznaczenia
- Order Lenina
- Order Czerwonego Sztandaru Pracy
- Order Czerwonej Gwiazdy
- Order „Znak Honoru”